# Tragocephala semisuturalis
Tragocephala semisuturalis là một loài bọ cánh cứng trong họ Cerambycidae.